# 온정중학교
온정중학교(溫井中學校)는 대한민국 경상북도 울진군 온정면 소태리에 있는 공립 중학교이다.

## 학교 연혁
- 1971년 1월 25일 : 온정중학교 9학급 설립인가
- 1971년 2월 9일 : 초대 교장 임충묵 취임
- 1971년 4월 8일 : 개교식
- 1977년 3월 11일 : 학칙변경 12학급 인가
- 1994년 4월 4일 : 현 교사로 신축 이전
- 1994년 9월 5일 : 체육관 준공
- 1999년 3월 1일 : 학칙변경 3학급 인가
- 2021년 3월 1일 : 교육부요청 경상북도교육청 정책 연구학교 지정(3년)
- 2023년 3월 1일 : 제28대 한애경 교장 취임
- 2023년 12월 29일 : 제50회 졸업(졸업생 8명, 졸업생 계 4,007명)
- 2024년 3월 4일 : 제53회 입학식(신입생 8명)

## 참고 자료
- 온정중학교 - 한국교육학술정보원 학교알리미